# 囊隐扇贝
囊隐扇贝（学名：Cryptopecten bullatus），又名
扁隐扇贝（学名：Cryptopecten complanus）或
厚隐扇贝（学名：Cryptopecten tissotii），
是海扇蛤目海扇蛤科隐扇贝属的一种。
舊屬栉孔扇贝亚科，今屬海扇蛤亞科。

## 分佈
本物種見於中国大陆的黃海、東中國海、南中國海近海範圍及南沙群島海域。
常栖息在潮下带水深100－147米、细沙粗砂底质。
本物種的模式產地位於夏威夷。

## 外部連結
- 維基物種上的相關：囊隐扇贝